# Henrik Rohmann
Henrik Rohmann   (Bátaapáti, 4 d'agost de 1910 - Budapest, 13 d'octubre de 1978) va ser un arpista hongarès i professor d'arpa.
Va néixer a Bátaapáti, al comtat de Tolna, que va ser habitat principalment per alemanys. Això pot haver tingut un efecte en la seva elecció d'instruments musicals, ja que l'arpa era molt popular entre els alemanys de la seva comunitat. Molts erms de rodamóns van viure als comtats al sud del llac de Balaton .
Entre 1926-34 Rohmann va estudiar a l'Acadèmia de Música de Budapest com a alumne d'O. Mosshammer. El 1938, va ser un erudit de l'Òpera hongaresa. Després de la guerra, el 1945 es va convertir en un músic professional amb l'Òpera i va romandre com l'arpista d'aquesta institució fins a la seva jubilació el 1971.
A partir de 1948 va ser professor de arpa a l'Institut de Música Béla Bartók de Budapest. Va tenir molts deixebles que es van fer famosos més tard; per exemple, Erzsébet Gaál, Andrea Kocsis, Anna Lelkes, M. Éva, Andrea Vigh o Aristid von Würtzler.
Rohmann també va participar en l'escena musical internacional. Würtzler el va convidar als EUA repetidament, on va impartir classes magistrals a la Universitat d'Hartford en 1964 i 1969. Allí es va trobar amb el professor francès, Pierre Jamet, fundador del primer Congrés Mundial d'Arpa. Va assistir a diversos concursos internacionals d'arpa com a membre del jurat. Va ser amic del violinista rus Jakob Müller, amb el qual va fer una gira el 1958. També el 1958 va donar un concert amb el contrabaix Zoltán Tibay, que va ser gravat per a televisió a París.
El 1965 Rohmann va actuar a l'estrena hongaresa de la "Competència Harp" d'Ernő Dohnányi, dirigida per Pál Varga. Va tornar a tocar aquesta composició amb l'Orquestra Simfònica de Sant Esteve a l'Acadèmia de Música el 10 de novembre de 1975. El 1962, com a membre del quintet hongarès amb János Szebenyi, Zoltán Dőry, József Iványi i Eszter Isépy, va presentar la composició de László Lajtha, que va ser escrita per a flauta, violí, viola, violoncel i arpa i va quedar com a Quintet, op. 46.

## Curiositats
Harold Schiffman, un compositor nord-americà i antic alumne de Dohnányi, va dedicar a Henrik Rohmann la seva composició "Suite for Two Harps". Aquesta peça es va compondre el 2005, a petició de l'arpista hongarès Duo (Adél Bélyei i Mária Gogolyák). Les parts de la peça de vuit minuts són: 1. Moto Perpetuo, 2. Diàleg, 3. Scherzino, 4. Canónico Intermezzo, 5. Toccata. El 2006 Schiffman va preparar una transcripció per Imre Rohmann i Tünde Kurucz, titulada "Suite per a dos pianos".